# Epimyrma kraussei
Epimyrma kraussei é uma espécie de formiga da família Formicidae. É endémica da Itália. 

## Taxonomia
Tanto a classificação como a amplitude da espécie E. kraussei tem sido alteradas ao longo do tempo. Durante muito tempo foram reconhecidas as "espécies" Epimyrma vandeli e Epimyrma foreli, que vieram a ser consideradas como sinónimos júnior da E. kraussei. 

## Biologia
A E. Kraussei é uma formiga parasita que tem como hospedeiro a espécie Leptothorax recedens. A rainha E. kraussei, quando invade um formigueiro, mata a rainha L. recedens, havendo apenas uma rainha E. kraussei por formigueiro (excluindo as suas filhas que ainda não abandonaram o formigueiro). Quando várias rainhas invadem o mesmo formigueiro, acaba por apenas lá ficar uma e as restantes vão-se embora. Embora a rainha E. kraussei quase só produza descendência sexuada (machos e futuras rainhas), produz também um número reduzido de obreiras (frequentemente havendo menos que 10 por formigueiro), que por vezes são capazes de capturar escravos. Assim E. kraussei parece ser uma forma intermédia entre as formigas esclavagistas e as formigas parasitas sem obreiras.